# Rosemarie von Schweitzer
Rosemarie von Schweitzer (* 9. November 1927 auf Schloss Wasserhof in Gneixendorf bei Krems an der Donau; † 26. September 2020 in Lich) war eine deutsche Haushaltswissenschaftlerin.

## Werdegang
Nach einem Kriegsabitur 1944 in Homberg (Efze) wurde von Schweitzer als Jungmädel-Führerin zum Kriegsdienst in einem Lager für Kinderlandverschickung verpflichtet. 1946 schloss sie die zweijährige Ausbildung der ländlichen Hauswirtschaft als Gesellin ab. Die weitere pädagogische Ausbildung erhielt sie am Staatsinstitut für landwirtschaftlichen Unterricht in München, nach ihren Staatsexamina arbeitete sie ab 1951 als Lehrerin an der Landwirtschaftskammer Kurhessen in Schulen in Marburg und Fulda. Ab 1957 studierte von Schweitzer Soziologie, Philosophie, Erziehungswissenschaften und Agrarökonomie an der Universität Frankfurt unter Adorno und Horkheimer. In Bonn promovierte sie 1962 zum Dr. Phil. und arbeitete anschließend als Dozentin für Hauswirtschaft am Landwirtschaftlichen Beraterseminar des Landes Hessen auf Schloss Rauischholzhausen. Helga Schmucker holte sie 1965 als Assistentin an das Institut für Wirtschaftslehre des Haushalts und Verbrauchsforschung der Justus-Liebig-Universität Gießen, wo sie sich 1968 habilitierte. 1969 trat sie die Nachfolge von Schmucker auf dem Lehrstuhl für Wirtschaftslehre des Privathaushalts an. Ihr Schwerpunkt lag in der Haushaltsanalyse und -planung. Rosemarie von Schweitzer prägte die Haushaltswissenschaft in Gießen und Deutschland u. a. mit einer eigenen Theorie der Wirtschaftslehre des Haushalts nachhaltig. Dabei verlor sie die haushälterische Bildung und Beratung nie aus den Augen. Als Planungsinstrument entwickelte von Schweitzer das Haushaltssimulationsmodell STRATHA (Strategische Haushaltsentwicklung). Sie gestaltete den neuen Studiengang Ökotrophologie maßgeblich mit. Im September 1993 wurde von Schweitzer nach 23 Jahren als Professorin emeritiert.

## Engagement
Neben ihrer Lehrtätigkeit engagierte sich Rosemarie von Schweitzer in zahlreichen Gremien innerhalb und außerhalb der Universität, so in der Deutschen Gesellschaft für Hauswirtschaft und der International Federation of Home Economics. Sie gehörte dem wissenschaftlichen Beirat für Bildung und Beratung im Bundesministerium für Ernährung, Landwirtschaft und Forsten und von 1971 bis 2001 dem Wissenschaftlichen Beirat für Familienfragen beim Bundesministerium für Familie und Senioren an. Sie wirkte maßgeblich an der Erstellung des Familienberichtes der Bundesregierung mit, 1994 als Vorsitzende der Berichtskommission für den 5. Bericht. Sie setzte sich für die Belange vor allem der in Haushalt und Familie tätigen Frauen ein.

## Ehrungen
Rosemarie von Schweitzer erhielt die Ehrendoktorwürde der Christian-Albrechts-Universität zu Kiel und im Jahr 2003 das Bundesverdienstkreuz 1. Klasse.

## Werke (Auswahl)
- Home economics science and arts: Managing sustainable everyday life. Schriften zur internationalen Entwicklungs- und Umweltforschung, Band 17, Lang Verlag, Frankfurt/Main etc. 2006, ISBN 3-631-54986-5
- Einführung in die Wirtschaftslehre des privaten Haushalts. UTB Verlag, Stuttgart 1991, ISBN 3-8001-2623-0
- Lehren vom Privathaushalt. Eine kleine Ideengeschichte. Campus-Verlag, Frankfurt/M. 1988, ISBN 3-593-33969-2Ei
- (mit Kornelia Haugg): Zeitbudgets von Familien. Eine Literaturstudie mit haushaltstheoretischen Anmerkungen. In: Zeitschrift für Bevölkerungswissenschaft, Bd. 13 (1987), S. 215–241.
- Haushaltsführung. Ulmer, Stuttgart 1983, ISBN 3-8001-2126-3.
- Kinder und ihre Kosten. In: Kurt Lüscher (Hrsg.): Sozialpolitik für das Kind. Klett-Cotta, Stuttgart 1979, S. 113–142, ISBN 3-12-925041-7.
- (mit Helge Pross): Die Familienhaushalte im wirtschaftlichen und sozialen Wandel. Rationalisierungsverhalten, Technisierung, Funktionswandel der Privathaushalte und das Freizeitbudget der Frau (= Schriften der Kommission für Wirtschaftlichen und Sozialen Wandel, Bd. 98). Schwartz, Göttingen 1976, ISBN 3-509-00904-5.
- Von den ökonomischen Schriften des Aristoteles zur Haushaltswissenschaft unserer Tage. In: Giessener Universitätsblätter, Band 9 (1976), Heft 1, S. 74–83, Volltext online: urn:nbn:de:hebis:26-opus-99373
- Einführung in die Haushaltsanalyse. DLG-Verlag, Frankfurt/M. 1968
- Die Frau und ihre Aufgabe in einer modernen Landwirtschaft (= Die Rolle der Frau in einer gewandelten Welt, Bd. 4). Gerstenberg, Hildesheim 1968
- Haushaltsanalyse und Haushaltsplanung. Versuch einer systematischen Darstellung des haushälterischen Handelns, exemplifiziert am landwirtschaftlichen Haushalt (= Beiträge zur Ökonomie von Haushalt und Verbrauch, Bd. 5). Duncker & Humblot, Berlin 1968

Festschrift
- Uta Meier-Gräwe (Hrsg.): Vom Oikos zum modernen Dienstleistungshaushalt. Der Strukturwandel privater Haushaltsführung. Festschrift für Rosemarie von Schweitzer (= Reihe "Stiftung Der Private Haushalt, Bd. 32). Campus-Verlag, Frankfurt/M. 1997, ISBN 3-593-35883-2.